# The History of the Human Heart
The History of the Human Heart är en engelsk erotisk roman från 1749. Det anonymt författade verket handlar om en ung engelsman, hans uppväxt och intima umgängesliv med ett antal olika kvinnor. Bland annat besöker han och hans vänner ett badhus i London, där de blir vittnen till en erotisk föreställning utförd av ett antal kvinnor som onanerar och ejakulerar.

## Handling
Romanen kretsar kring den unge engelsmannen Camillo. Historien beskriver hans uppväxt och hans nära umgänge med ett antal olika kvinnor, inklusive en kusin, två döttrar till en änka, en kväkares unga dotter, två systrar samt en grevinna.
Vid ett tillfälle är han på besök på ett badhus i London, i lag med ett antal av hans nöjeslystna vänner. Camillo är en sexuellt intresserad ung man, av välbärgad släkt och med pengar som han kan använda sig av. Han är viljestark, impulsiv och tanklös, och hans sexuella äventyr innehåller både omväxlande dråpliga och mindre muntra förvecklingar.
Under besöket på badhuset blir de manliga vännerna vittnen till ett erotiskt uppträdande, där ett antal kvinnliga dansare utför en erotisk dans och onanerar framför dem. Dansen inkluderar att kvinnorna – samtidigt – ejakulerar framför de manliga besökarna, vilka inte ges chansen till att utnyttja sina egna könsorgan till något samlag. Själva den kvinnliga ejakulationen har i många senare nyutgåvor plockats bort.
Senare förtäljer berättelsen om Camillos erotiska eskapader tillsammans med ett antal olika kvinnor, i olika åldrar, ensamma eller i par. Ett besök i Amsterdam leder till oväntade förvecklingar. 

### Kapitel
Nedanstående kapitelbeskrivning är hämtad från den digitaliserade utgåvan från 2018, publicerad inom ramen för the Ex-classics Project. Här noteras det ursprungliga utgivningsåret för både denna bok och för den mer kända Fanny Hill som 1759.
- Introduktion – där den anonyme författaren presenterar sig som född i Wales.
- I – där huvudpersonen Camillos far – Camillo Senior – presenteras som medlem av en gammal fin familj från Shropshire, där han äger ett gods som ger honom en årlig jordränta på 2 000 pund.
- II – där Camillos uppväxt beskrivs, inklusive hans mycket nära umgänge med kusinen Maria och informatorn Philotis undersökning av honom
- III – där en ny informator inträder i Camillos liv och Camillo till slut får möjlighet till kvinnligt umgänge i den stora staden, först hos en änka och hennes två vackra döttrar
- IV – där umgänget med den vackra Charlotta fördjupas men ändå tar ett brått slut
- V – där den unge libertinen Camillo slipper välja mellan två damer och ett besök på badhuset överträffar förväntningarna
- VI – där Camillo gör en rejäl bordellrunda och förlorar sitt hjärta till en kväkares unga dotter
- VII – där Camillos tankar fortsatt upptas av den lekfulla sjuttonåringen Saphira
- VIII – där Rebecca släpper in Camillo i Saphiras sängkammare och flickan drabbas svårt
- IX – där Camillo sörjer en förlust, förlustar sig i Amsterdam och finner sig stå naken ute på gatan
- X – där Camillo och Markisen omväxlande umgås med systrarna Leonora och Angelina
- XI – där Camillo fröjdas med två systrar och Markisen är bakom flötet
- XII – där en grevinna och en greve inträder i handlingen, och Lady L. och Angelina får sista ordet.

## Utgivningshistorik
Boken författades anonymt. Den gavs ursprungligen ut 1749 av den London-baserade förläggaren J. Freeman, som vid mitten av 1700-talet utgav ett antal anonymt skrivna böcker med hemliga förhållanden eller samtidsaktuella ämnen i fokus. Boken gavs ut samma år som John Clelands Memoirs of a Woman of Pleasure (senare mer känd som Fanny Hill). Litteraturforskaren Kathleen Lubey hittade ett exemplar av denna utgåva på British Library, diskret inbunden i ett kalvskinnsband tillsammans med The Progress of Nature (1749) – en likaledes anonymt författad pikaresk om ungdomars sexuella upptäckter. Biblioteket, som troligen införskaffat denna volym 1982, hade inte klassificerat boken som pornografisk och därför inte ställt den i den så kallade Private Case tillsammans med annan "obscen" litteratur.
Senare har verket återtryckts ett antal gånger, inklusive 1757, 1844, 1885, 1967, 1968 och 1974. I flera av de senare återutgåvorna har man felaktigt antagit att boken stammar från 1759. Den i många kapitel digra notapparaten med kommentarer har i senare utgåvor i regel plockats bort.
Den anonymt författade The History of the Human Heart ska inte förväxlas med Henry Brookes roman Juliet Grenville, med undertiteln "The History of the Human Heart". Den boken utkom 1774 i tre band. Brooke var känd som författare av sedlighetslitteratur och blev far till 22 (!) barn.

## Tematik och forskning
The History of the Human Heart har en handling placerad i samma miljö av bordeller och förförelse som i Fanny Hill. Den är dock skriven från ett manligt perspektiv. Huvudpersonen Camillo är som många unga män "styrd av sin penis".

### Kvinnlig ejakulation och penetration
Den ursprungligen centrala scenen med de ejakulerande kvinnorna har i ett antal av nyutgåvorna tonats ner eller helt plockats bort ur handlingen. Detta gäller utgåvorna från 1757, 1885 och 1967, medan scenen finns med i utgåvorna från 1844 och 1968. Forskaren Kathleen Lubey anser att detta visar fram olika tiders obekväma attityd i förhållande till kvinnors kroppar och kvinnors aktiva utnyttjande av dem utan inblandning av män. Lubey antar också att senare tiders pornografer sett penetrativt samlag som den nödvändiga grunden och målet för en pornografisk handling. I flera av nyutgåvorna med den kvinnliga ejakulationen intakt har man tillfört kommentarer i feministisk ton.
Lubey menar att bokens komplexa utgivningshistoria och selektiva redigerande visar på att penetrativa samlag inte haft en så grundmurad historisk närvaro i den pornografiska litteraturen. Hennes läsande av flera andra 1700-talsverk i samma genre har stärkt denna tanke. Hon anser också att verket ger en god inblick i hur könsorgan och sexuella praktiker samlar på sig kulturell betydelse.

### 1700-talets pornografi
Detta och andra verk från denna tid blandade erotik med filosofi och representerar en erotisk 1700-talslitteratur som utforskat förhållandet mellan sex och kultur, i nöd och lust. De erotiska 1700-talsverken hade en vid målgrupp, och genren hade ännu inte förpassats till kategorin "smutslitteratur" (jämför etableringen av det hemliga museet i Neapel 1821).
Däremot antyder Lubey att bokens långa utgivningshistoria visar på att verkets sätt att presentera sexuella scener, med avklädda avsnitt och olika komiska inslag, känts igen av generationer av boksamlare och utgivare som just pornografi. Denna 1700-talsform av pornografi har dock sällan studerats av historiker.
Den här boken är långtifrån lika känd och omskriven som Clelands samtida Fanny Hill. En sällsynt referens finns dock hos John Fowles, som i sin roman Den franske löjtnantens kvinna från 1969 nämner sin egen upptäckt av historiska litterära besök på bordeller via "medicinhyllan" på ett antikvariat. Sedan han av en slump hittat den oansenligt betitlade The History of the Human Heart mellan volymer om hepatologi och luftvägsinfektioner, noterar Fowles att den är publicerad samma år som Fanny Hill och beskriver sedan handlingen i kapitel V ur boken.

## Utgivningshistorik (urval)
- 1749, J. Freeman, London (som The History of the Human Heart: or, the Adventures of a Young Gentleman)
- 1757
- 1844
- 1885
- 1967
- 1968
- 1974[7]